# S.P.O.C.K
S.P.O.C.K (también conocida como Star Pilot On Channel K) es una banda sueca de synth pop que se formó alrededor de 1988.

## Historia
La formación original de la banda era el compositor Eddie Bengtsson (anteriormente miembro fundador de Page), Finn Albertsson y el vocalista Alexander Hofman. Con el tiempo, los miembros de la banda han cambiado: Johan Billing fue miembro de la banda de 1994 a 1998, pero con el lanzamiento de S.P.O.C.K: 1999 (en 1999), la composición de la banda cambió a una con Alexander Hofman (el único miembro fundador que queda de la banda), Johan Malmgren (exmiembro de Elegant Machinery y Aaron Sutcliffe) y Christer Hermodsson.
En 1988, Eddie Bengtsson compuso un conjunto de canciones para interpretarlas en la fiesta de cumpleaños de Finn Albertsson, con Alexander Hofman como vocalista; los tres jóvenes llamaron a la banda Mr. Spock (después del nombre del personaje Spock de la saga Star Trek). Después de la actuación en la fiesta, la banda continuó durante varios meses tocando en otras fiestas caseras, pero rápidamente consiguieron asegurarse algunas contrataciones para eventos. En 1989, los miembros de la banda contactaron a Paramount Pictures para solicitar permiso para utilizar el nombre "Mr. Spock". Cuando Paramount exigió una fuerte compensación por esa utilización, la banda se renombró usando las iniciales S.P.O.C.K, que son un acrónimo de Star Pilot On Channel K.
El éxito comercial de S.P.O.C.K comenzó en 1990 cuando el sello discográfico sueco Accelerating Blue Fish publicó "Silicon Dream" como un sencillo de edición limitada de 7 pulgadas. La temática de las canciones de S.P.O.C.K se centra con frecuencia en historias de ciencia ficción (en particular, de Star Trek). Otros temas tratan de las relaciones entre humanos y extraterrestres y de la vida en el espacio. Algunas de sus canciones más emblemáticas son: Alien Attack, E.T. Phone Home, Never Trust a Klingon (sobre la raza de extraterrestres Klingon de Star Trek), Not Human, In Space No One Can Hear You Scream, Mr. Spock's Brain (basado en el episodio El cerebro de Spock de Star Trek), Dr. McCoy (sobre el personaje de Leonard McCoy en Star Trek) y Astrogirl.
En el escenario, los miembros de la banda han adoptado una personalidad ciberpunk / sci-fi, con Eddie Bengtsson haciéndose llamar "Eddie B. Kirk", Alexander Hofman como "Android", y Finn Albertsson como "Cybernoid". Junto con bandas como Page, Elegant Machinery, Sista Mannen På Jorden y Kiethevez, S.P.O.C.K ayudó a definir el sonido del movimiento synth pop sueco.
En 1997, los miembros de S.P.O.C.K iniciaron su propio sello discográfico SubSpace Communications. El álbum de 1999 de la banda, llamado 1999, ocupó el puesto número 25 en la lista de los 50 mejores álbumes de 1999 de German Alternative Chart (DAC).
En 2010, Christer Hermodsson dejó la banda para centrarse en otras actividades musicales. Fue sustituido por Valdi Solemo. La formación actual de la banda es el vocalista Alexander Hofman (alias Android, el único miembro fundador que queda), el teclista Valdi Solemo (alias Val Solo) y el teclista Johan Malmgren (alias Yo-Haan).
Durante los últimos años S.P.O.C.K se ha centrado más en los conciertos en directo. Sobre todo en Alemania, pero también en Suecia, Canadá, Estonia, Mejico, Inglaterra y la República Checa.

Johan Malmgren y Eskil Simonsson de la banda Covenant formaron la banda Aaron Sutcliffe en 1999 para realizar versiones de synthpop de canciones de Elvis Presley.

S.P.O.C.K, en vivo en el Wave-Gotik-Treffen en 2017, en Leipzig
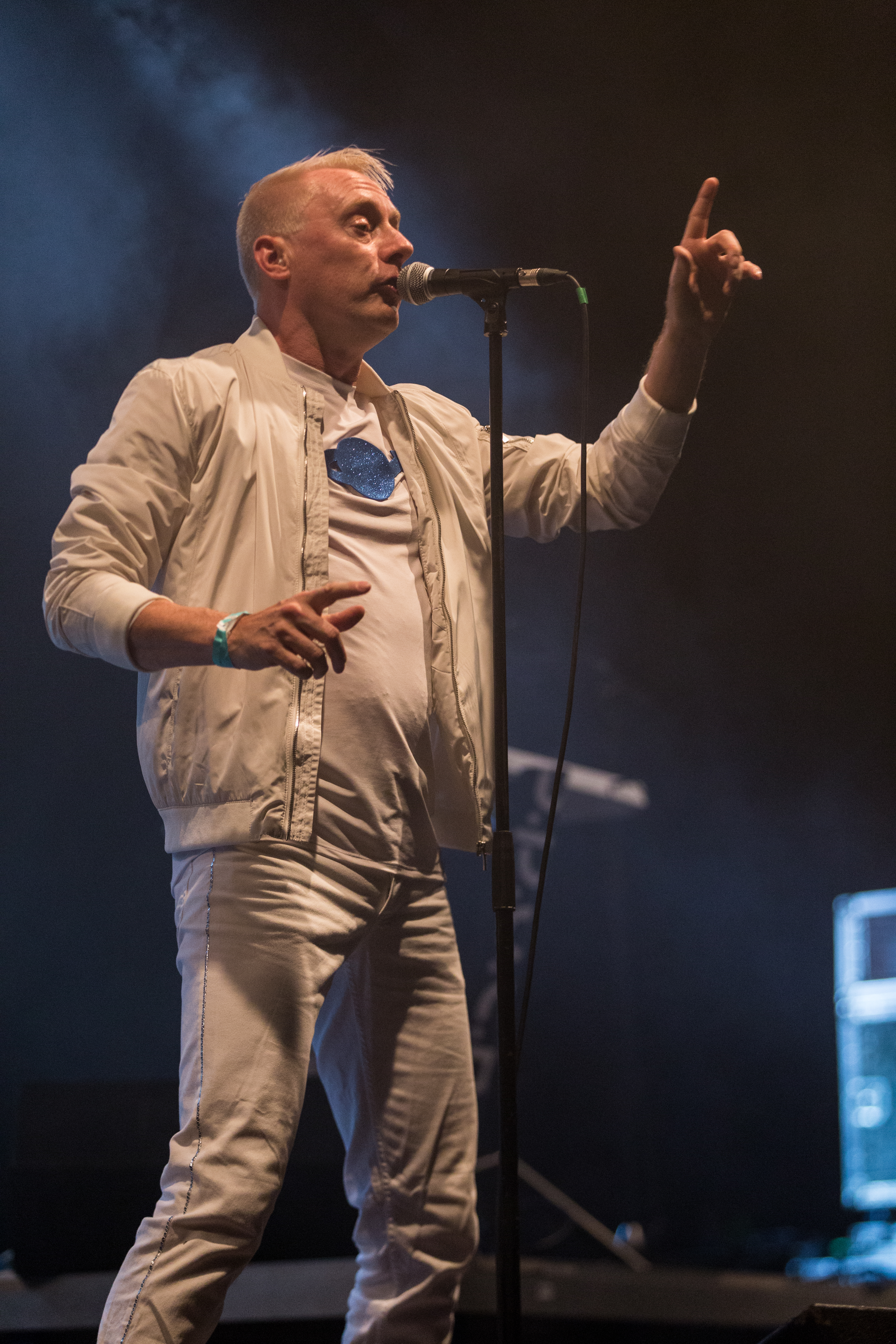
alexander hofmann
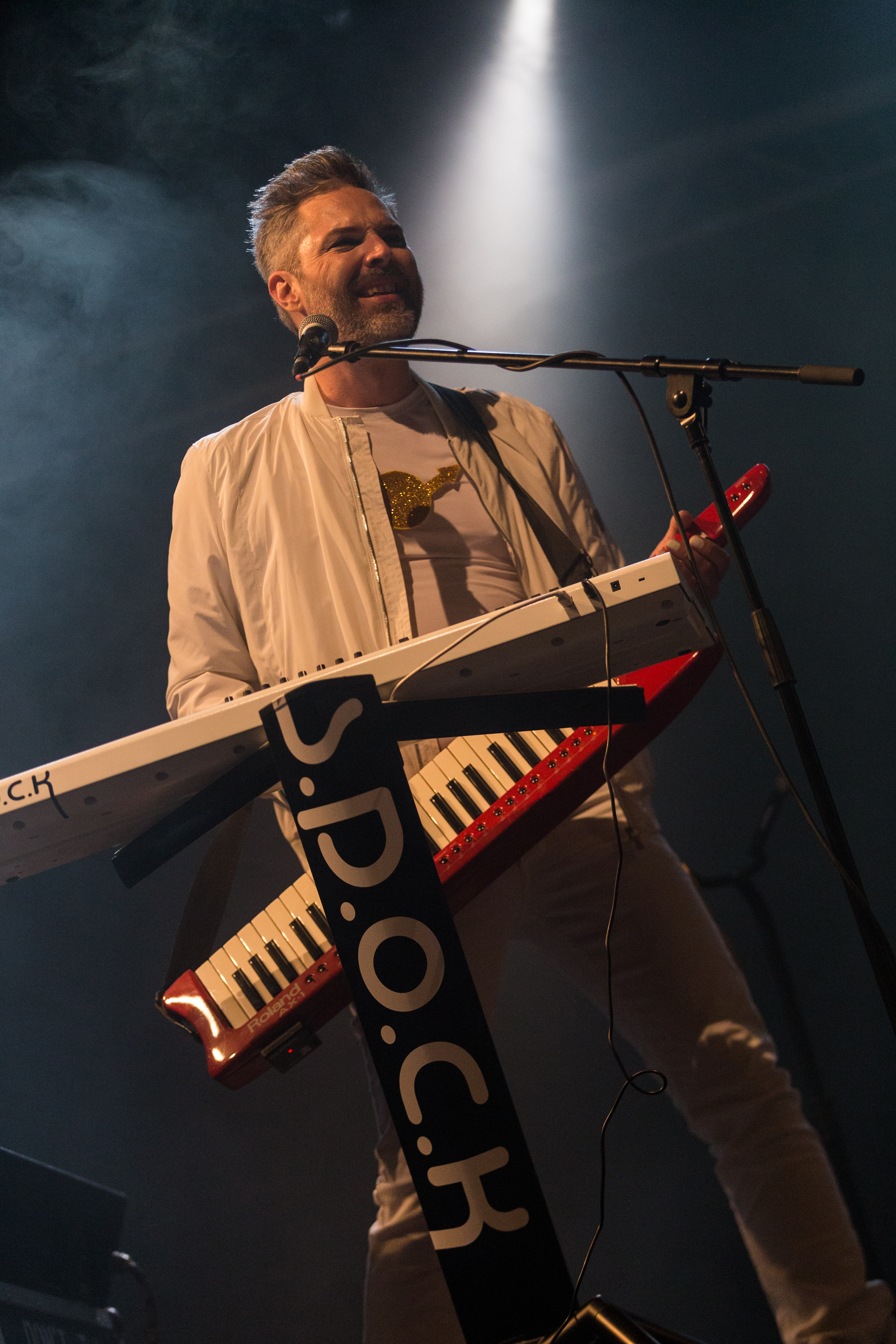
Valdi Solemo
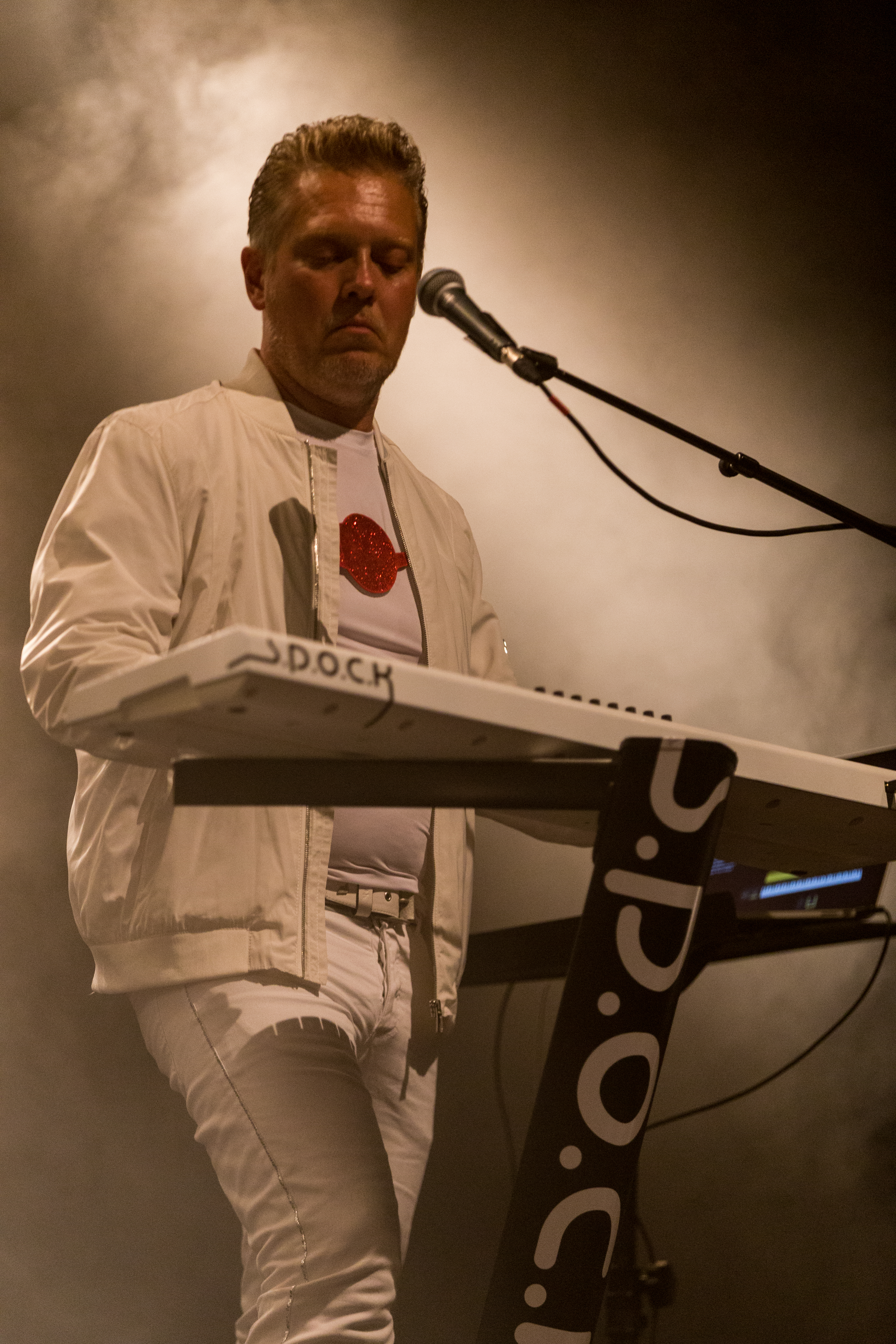
Johan Malmgren

## Discografía

### Álbumes
- Five Year Mission – CD (1993) Energy Rekords
- Alien Worlds – CD (1995) Energy Rekords
- A Piece of the Action – 2xCD Ltd. Edition (1995) Energy Rekords
- Assignment: Earth – CD (1997) SubSpace Communications/VISION Records/TCM Musikproduktionsgesellschaft mbH • CD (1998) SubSpace Communications – #16 CMJ RPM Charts (U.S.)[6]
- Earth Orbit: Live – CD (1997) SubSpace Communications/VISION Records
- Official Fan Club – CD (1997) no label
- S.P.O.C.K: 1999 – CD (1999) SubSpace Communications/VISION Records – #29 CMJ RPM Charts (U.S.);[7] #25 DAC (Germany)[4]
- 2001: A S.P.O.C.K Odyssey – CD (2001) Bloodline/SubSpace Communications
- Another Piece of the Action – CD and Vinyl (limited to 500 copies) (2012) SubSpace Communications

### Singles
- Silicon Dream – 7" (1990) Accelerating Blue Fish
- Never Trust a Klingon – CD Single (1992) Energy Rekords
- Strange Dimensions – CD Single (1993) Energy Rekords
- Never Trust a Klingon (2294 AD) – CD Single (1994) Energy Rekords
- Astrogirl – CD Single (1994) Energy Rekords
- All E.T:s Aren't Nice – CD Single (1995) Energy Rekords
- Alien Attack – CD Single (1997) SubSpace Communications/VISION Records
- E.T. Phone Home – CD Single (1997) SubSpace Communications/VISION Records
- Speed of Light – CD Single (1998) SubSpace Communications
- Dr. McCoy – CD Single (1998) SubSpace Communications
- Klingon 2000 – CD Single (2000) Bloodline/SubSpace Communications – #93 DAC Top Singles 2000[8]
- Where Rockets Fly – CD Single (2000) Bloodline/SubSpace Communications
- Queen of Space – CD Single (2001) SubSpace Communications
- Satellites – CD Single (2001) Bloodline/SubSpace Communications

### Vídeos
- Live At Virtual X-Mas 93 – VHS (1994) Energy Rekords